# Dorte Kjær
Dorte Kjær, née le 6 février 1964 à Roskilde, est une joueuse de badminton danoise.

## Carrière
Elle remporte aux Championnats d'Europe de badminton 1982 et aux Championnats d'Europe de badminton 1984 la médaille de bronze en double dames. Vice-championne d'Europe 1986 en double dames, elle est médaillée d'or par équipes et en double dames ainsi que médaillée de bronze en double mixte aux Championnats d'Europe de badminton 1988. Aux Championnats d'Europe de badminton 1990, elle est médaillée d'or par équipes et en double dames.